# (9194) Ananoff
(9194) Ananoff es un asteroide perteneciente al cinturón de asteroides, descubierto el 26 de julio de 1992 por Eric Walter Elst desde el Observatorio de La Silla, Chile.

## Designación y nombre
Designado provisionalmente como 1992 OV2. Debe su nombre a Alexandre Ananoff (1910-1992) quien fue un experto espacial ruso-francés, autor de L'Astronautique (1950) y organizador del primer Congreso Astronáutico Internacional. En 1950 fue el primer destinatario de la Medalla Hermann Oberth, y fue asesor de Las aventuras de Tintín en la Luna, de su colega Hergé.

## Características orbitales
Ananoff está situado a una distancia media del Sol de 2,317 ua, pudiendo alejarse hasta 2,519 ua y acercarse hasta 2,114 ua. Su excentricidad es 0,087 y la inclinación orbital 8,586 grados. Emplea 1287,88 días en completar una órbita alrededor del Sol.

## Características físicas
La magnitud absoluta de Ananoff es 14,83. Tiene 3,703 km de diámetro y su albedo se estima en 0,224.